# Reduceerklep
Een reduceerklep is een apparaat om de druk van een gas of vloeistof te reduceren (verlagen).

## Werking
De ingang van de reduceerklep staat in verbinding met de hogedrukzijde van het systeem; de uitlaat van de reduceerklep, dus de secundaire kant, staat in verbinding met het te regelen deel van het systeem.
Een veer die is ingesteld overeenkomstig de gewenste druk aan de secundaire zijde tracht een klep tussen primaire en secundaire zijde geopend houden. De druk van de secundaire zijde werkt echter tegen deze veer en wil de klep juist weer sluiten. Dit betekent dat zolang de secundaire zijde van het systeem de gewenste druk nog niet heeft bereikt, de reduceerklep open is en zodra deze druk bereikt wordt, de klep gesloten wordt.

## Toepassingen
In de hydrauliek worden reduceerkleppen niet echt veel gebruikt, omdat ze natuurlijk vermogen vernietigen. In de pneumatiek daarentegen worden ze vaker gebruikt en altijd bij vloeibare gassen, zoals acetyleen en uiteraard ook bij lpg, propaan en butaan.